# Nie vergessen
Nie vergessen ist ein Lied des deutschen Elektropop-Duos Glasperlenspiel. Das Stück ist die erste Singleauskopplung aus ihrem zweiten Studioalbum Grenzenlos.

## Entstehung und Artwork
Geschrieben wurde das Lied von Alexander Freund, Daniel Grunenberg, Michael Kurth, Katharina Löwel, Yoad Nevo und Carolin Niemczyk. Produziert und gemischt wurde die Single von Daniel Grunenberg und Yoad Nevo. Gemastert wurde die Single in den Nevo Sound Studios in London unter der Leitung von Yoad Nevo. Das Lied wurde unter dem Musiklabel Polydor veröffentlicht. Auf dem Cover der Maxi-Single sind – neben der Aufschrift des Künstlers und des Liedtitels – die Mitglieder von Glasperlenspiel vor dem Hintergrund eines Highways zu sehen. Das Coverbild wurde erstmals am 3. März 2013 bei Facebook präsentiert und wurde von dem deutschen Fotografen Ben Wolf geschossen und von Matthias Bäuerle designt.

## Veröffentlichung und Promotion
Die Erstveröffentlichung der Single fand am 26. April 2013 in Deutschland, Österreich und der Schweiz statt. Die Maxi-Single ist als Download und physischer Tonträger erhältlich. Die digitale Maxi-Single enthält neben der Singleversion auch drei Remixversion von Nie vergessen, sowie das Lied Wenn sie träumt, als B-Seite. Die Remixversionen stammen von Mikko Tamminen und Yos. Die physische Maxi-Single ist nur als „2-Track-Single“ erhältlich und enthält die Lieder Nie vergessen und Wenn sie träumt. 2018 erschien im Zuge der Veröffentlichung des vierten Studioalbums Licht & Schatten eine englischsprachige Version des Liedes mit dem Titel Never Forget.
Um das Lied und sich selbst zu bewerben folgten unter anderem Liveauftritte bei TV total, Willkommen bei Carmen Nebel und der ZDF Weihnachtsshow mit Maite Kelly.

## Inhalt
Der Liedtext zu Nie vergessen ist auf Deutsch verfasst. Die Musik wurde von Alexander Freund, Daniel Grunenberg, Yoad Nevo und Carolin Niemczyk, der Text von Alexander Freund, Daniel Grunenberg, Michael Kurth, Katharina Löwel und Carolin Niemczyk verfasst. Musikalisch bewegt sich der Song im Bereich des Elektropop.
Universal Music selbst beschrieb den Inhalt des Songs wie folgt: In Nie vergessen behandeln Glasperlenspiel ein zunächst trauriges Thema – die Trennung zweier Menschen – und gehen es doch positiv an. Man lernt sich kennen, scheint seelenverwandt, erlebt eine tolle gemeinsame Zeit miteinander, an deren Ende es dann aber doch auseinandergeht. Mit viel positiver Melancholie beschreibt der Song, dass man diesen einen Menschen sein ganzes Leben im Herzen tragen wird. Dass, auch wenn es vorbei ist, die Sehnsucht nach dem, was war, immer bleibt.

„Werd’ dich für immer vermissen, ich werd’ dich nie vergessen.

Jeden goldenen Tag, werd’ ich für immer vermissen.

Egal was wir getan haben, was wir gesagt haben,

vergess ich nicht, ich vergess dich nicht.“

## Musikvideo
Das Musikvideo zu Nie vergessen wurde Ende März 2013 in Lissabon gedreht und feierte am 5. April 2013 bei MyVideo seine Premiere. Zu sehen sind Grunenberg und Niemczyk, die zusammen als Paar, die Innenstadt und die Gegend rund um Lissabon erkunden. Die Gesamtlänge des Videos ist 3:53 Minuten. Regie führte Michael Lawrence, produziert wurde es von Bears Calling.

## Mitwirkende
| Lied - Alexander Freund: Komponist - Daniel Grunenberg: Gesang, Keyboard, Komponist, Mischer, Produzent - Michael Kurth: Komponist - Katharina Löwel: Komponist - Yoad Nevo: Mastering, Mischer, Produzent - Carolin Niemczyk: Gesang, Komponist Unternehmen - Bears Calling: Filmproduzent (Musikvideo) - Nevo Sound Studios: Mastering - Polydor: Musiklabel - Universal Music Publishing: Vertrieb | Artwork - Matthias Bäuerle: Artwork (Cover) - Ben Wolf: Fotograf (Cover) Musikvideo - Ingo Blacha: Kameraassistent, Steadicam Assistent - Stefan King: Digital Colorist - Björn Knechtel: Kameramann - Michael Lawrence: Regisseur - Max Zaher: Steadicam Operator |

## Kommerzieller Erfolg

### Chartplatzierungen
Nie vergessen erreichte in Deutschland Rang neun der Singlecharts und konnte sich eine Woche in den Top 10 und 24 Wochen in den Charts platzieren. In Österreich erreichte die Single Rang 43 und konnte sich drei Wochen in den Charts platzieren. Obwohl es das Lied nicht auf Platz eins schaffte, war es trotzdem für einen Zeitraum von einer Woche das erfolgreichste deutschsprachige Lied in den deutschen Singlecharts. 2013 platzierte sich Nie vergessen auf Rang 71 der deutschen Single-Chartscharts.
Für Glasperlenspiel ist dies der vierte Charterfolg in Deutschland und der dritte in Österreich. Es ist nach Echt ihr zweiter Top-10-Erfolg in Deutschland. Zwischenzeitlich gelang dem Duo mit Nie vergessen auch eine neue Höchstplatzierung in den deutschen (Echt ebenfalls Position neun) und österreichischen Singlecharts, wurde aber später durch Geiles Leben als höchste Chartnotierung abgelöst.
| ChartsChartplatzierungen | Höchstplatzierung | Wochen |
| ------------------------ | ----------------- | ------ |
| Deutschland (GfK)        | 9 (24 Wo.)        | 24     |
| Österreich (Ö3)          | 43 (3 Wo.)        | 3      |

| ChartsJahrescharts (2013) | Platzierung |
| ------------------------- | ----------- |
| Deutschland (GfK)         | 71          |

### Auszeichnungen für Musikverkäufe
Im November 2014 wurde Nie vergessen in Deutschland mit einer Goldenen Schallplatte für über 150.000 verkaufte Einheiten ausgezeichnet. Damit gehörte Nie vergessen zusammen mit der Single Echt (ebenfalls 150.000 verkaufte Einheiten), bis zur Veröffentlichung zu Geiles Leben, zu den erfolgreichsten Veröffentlichungen Glasperlenspiels.

| Land/Region        | Auszeichnungen für Musikverkäufe (Land/Region, Auszeichnung, Verkäufe) | Verkäufe |
| ------------------ | ---------------------------------------------------------------------- | -------- |
| Deutschland (BVMI) | Gold                                                                   | 150.000  |
| Insgesamt          | 1× Gold ·                                                              | 150.000  |

## Coverversionen
- 2016: Fuju feat. Joel Brandenstein[15]